# Nudo (Francesco Baccini)
Nudo è il quarto album del cantautore italiano Francesco Baccini, pubblicato nel 1993 dall'etichetta discografica CGD. Dal titolo dell'album è tratta anche una sua biografia.

## Tracce
1. Ho voglia d'innamorarmi - 4:01
2. Venticinque dicembre - 3:04
3. Rifacciamo il muro di Berlino - 4:42
4. E la sera scende giù - 2:05
5. Mauro e Cinzia - 4:22
6. Portugal - 3:13 (con Patrizio Trampetti)
7. Nudo - 3:12
8. Mani di forbice - 3:46
9. Il superpentito - 3:57
10. Lei sta con te - 3:57
11. Non solo a Roma - 4:21
12. Wheels in motion - 4:03

## Formazione
- Francesco Baccini -  voce e pianoforte.
- Glezos - basso, chitarra, tromba, viola, cori
- Alfredo Golino - batteria
- Rubinho - chitarra acustica
- Alessandro Lunati - tastiere
- Antonio Bonacchi - violino

## Classifiche

### Classifiche settimanali
| Classifica (1993) | Posizione raggiunta |
| ----------------- | ------------------- |
| Italia            | 8                   |